# قطعة بيانات (شبكات)
قطعة البيانات أو سجمنت (بالإنجليزية: Data segment)‏ في الحوسبة السجمنت (يشار اليه بـ data. ) هو جزء من ملف يسمى object file أو مساحة من العناوين الافتراضية virtual address space (يستخدمها ويجعلها نظام التشغيل متوفرة لاي عملية Process) المعطاة لبرنامج تم تمهيده ويحتوي على متغير تم تخصيص مكان ثابت له في الذاكرة static variable ويكون هذا المتغير متغير عام global variable و متغير موضعي ذو مكان ثابت static local variable , مساحة هذا السجمنت محدد بواسطة القيمة الموجودة في مصدر كود البرنامج program source code ولا يتغير اثناء وقت التنفيذ run time .

## اللغات المفسرةInterpreted
```
بعض اللغات المفسرة Interpreted languages تقدم وسيلة مشابهة لقطع البيانات (سجمنت) , مثل لغة 
بيرل
 
[
1
]
 و لغة 
روبي
 .
[
2
]
```